# Emily Browning
Emily Jane Browning (ur. 7 grudnia 1988 w Melbourne) – australijska aktorka filmowa i telewizyjna.
Popularność przyniósł jej film Lemony Snicket: Seria niefortunnych zdarzeń, gdzie zagrała Wioletkę Baudelaire, sierotę, która razem z rodzeństwem próbuje uciec przed złowrogim hrabią Olafem.
Emily Browning mieszka w Australii.

## Filmografia
- 2017: Amerykańscy bogowie jako Laura Moon
- 2015: Legenda jako Frances Shea
- 2014: Dziewczyny (God Help the Girl) jako Eve
- 2014: Pompeje jako Cassia
- 2012: Intruz jako Wagabuda/Wanda
- 2011: Śpiąca piękność (Sleeping Beauty) jako Lucy
- 2011: Sucker Punch jako Baby Doll
- 2009: Nieproszeni goście jako Anna Ivers
- 2005: Stranded jako Penny
- 2004: Lemony Snicket: Seria niefortunnych zdarzeń (Lemony Snicket: A Series of Unfortunate Events) jako Wioletka Baudelaire
- 2003: Po burzy (Ater the Deluge) jako Maddy
- 2003: Ned Kelly jako Grace Kelly
- 2003: Gdy zapada zmrok (Darkness Falls) jako młoda Kaitlin
- 2002: Statek widmo (Ghost Ship) jako Katie
- 2001: Blondynka (Blondie) jako Fleece
- 2001: Halifax f.p. jako Kristy O’Connor
- 2001: Człowiek który procesował się z Bogiem (A Man Who Sued God) jako Rebecca Myers
- 2000-2002: Policjanci z Mt. Thomas (Blue Heelers) jako Hayley Fulton
- 2000: Thunderstone jako Clio
- 1999: High Flyers jako Phoebe
- 1998: Echo burzy (The Echo of Thunder) jako Opal Ritchie